# A12 (Frankrijk)
De A12 is een autosnelweg gelegen in Yvelines in Frankrijk tussen de plaats Trappes en de A13. De totale lengte van deze tolvrije snelweg bedraagt slechts 8,5 kilometer.

## Geschiedenis
De A12 is een van de allereerste snelwegen van Frankrijk. In 1934 waren de eerste plannen om deze weg aan te leggen. In 1936 werd begonnen met de aanleg van het traject, maar dat werd pas geopend in 1950. Sindsdien is de weg ook niet meer verlengd. 
Oorspronkelijk was het de bedoeling om de A12 door te trekken volgens de route van de RN12. De weg werd daarom ook wel de Autoroute de Bretagne genoemd.

## Verlenging van de A12
In 2004 werd door het Franse ministerie van Transport bekendgemaakt dat een verlenging van het traject tussen Montigny-le-Bretonneux en Les Essarts-le-Roi gepland staat voor omstreeks het jaar 2020.